# Tityus tenuicauda
Espèce
Synonymes
- Tityus irapaensis González-Sponga, 2002

Tityus tenuicauda est une espèce de scorpions de la famille des Buthidae.

## Distribution
Cette espèce se rencontre à Trinité-et-Tobago à la Trinité et au Venezuela dans l'État de Sucre.

## Description
La femelle holotype mesure 73,85 mm et le mâle paratype 80,30 mm

## Systématique et taxinomie
Cette espèce a été décrite par Prendini en 2001. Tityus irapaensis a été placée en synonymie par Cornejo-Escobar, Borges, Bonoli, Vasquez-Suarez, Gregorian et De Sousa en 2013.

## Publication originale
- Prendini, 2001 : « Further additions to the scorpion fauna of Trinidad and Tobago. » Journal of Arachnology, vol. 29, no 2, p. 173-188 (texte intégral).